# 中國電視公司
中國電視公司（英語：China Television Company, Ltd.），簡稱中視、CTV，是臺灣歷史最悠久的電視公司之一，與臺視、華視合稱老三臺。

## 歷史

### 成立之前

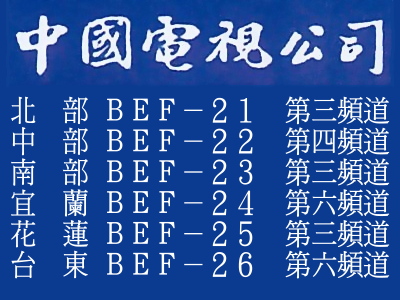
民國79年頻段表

1960年
- 6月，中國無線電協進會[1]代表人胡維庸申請以「自資自建」方式設立一家民營電視台，定名「中國電視台」，資本額為新台幣600萬元，擬在台北市圓山架設發射台，採用1千瓦電力發射機，發射範圍可達60公里，必要時可增資至新台幣1200萬元。由於當時客觀環境因素，此案並未獲准，卻是第一個民營電視台申請案。

### 草創與發展
1963年
- 台灣電視公司（台視）成立一年半後，有意成立第二家電視台者在立法院提出諮詢之後，行政院決定在台視完成全國電視網後開放成立第二家電視台。包括正聲廣播公司在內的當時全台灣28家民營廣播電台參照日本與歐美各國的經驗，聯合申請成立第二家電視台。另外，尚有11個第二家電視台申請案：「新中國電視公司」（韋永成、裴存藩提案）、「中華電視台」（于斌、林燈、楊志翔提案）、「中國電視公司」（劉天祿提案）、「中國廣播公司電視台」（魏景蒙、黎世芬提案）、「民本廣播公司電視部」（胡炯心提案）、「華僑電視公司」（雲昌鎊提案）、「中華電視公司」（王道、王玉坤提案）、「聯合電視公司」（王新衡、李葉提案）、「中國商業電視台」（徐偉峯提案）、「龍津電視公司」（王羽孔提案）與「大華晚報電視台」（耿修業提案）。

1967年
- 奉中華民國總統兼中國國民黨總裁蔣中正指示，整合各個第二家電視台申請案，中國廣播公司（中廣）結合28家民營廣播電台及部份有志於電視事業之工商文化界人士集資創辦第二家電視台，定名「中國電視公司」，簡稱「中視」。三方代表協商後同意，中廣出資50%，28家民營廣播電台聯合出資28%，有志於電視事業之工商文化界人士聯合出資22%，三方聯合創辦中視。
- 10月17日，三方聯合成立「中國電視公司籌備委員會」，推選委員12人，聘請中廣總經理黎世芬為籌備處主任，資本額為新台幣一億元。

1968年
- 9月3日8時，三方成員在中廣總部的大禮堂舉辦發起人會議，討論中視組織章程與籌備工作項目[2]；同日15時，三方成員在台北市中山堂堡壘廳舉辦「中國電視公司成立大會」，公推鳳翔擔任大會主席，選出谷鳳翔擔任中視董事長、黎世芬兼任中視總經理[3]。

1969年

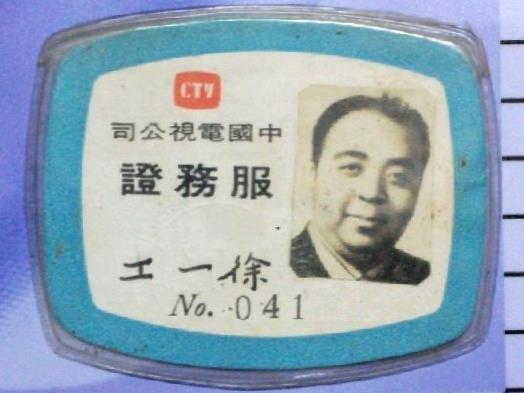
70年代員工證

- 1月，日本放送協會（NHK）常務董事兼總工程師野村達治與五位專家細川良治、前川溫三、麻宋善、白築石、大久保志明皆以私人身分應邀到臺灣輔導中視的籌備工作，中視節目部、工程部一併受訓；1月26日，此六人飛抵台北松山機場。[4]NHK利用其送給中廣的一台黑白電視轉播車，給中視工程部實習。[5]1969年3月5日下午，中視與中廣的聯合總部「廣播電視大廈」動土、奠基（原定於1969年2月下旬動土）[4][6]。由於中視向歐美各國與日本訂購的器材未能如期交貨、中視未能收足原訂資本額新台幣一億元、廣播電視大廈工程進度緩慢等因素，中視借用中廣總部三間播音室改裝成攝影棚，並臨時租借民房辦公；同時，主要器材設備改以空運來台，中視全體員工取消休假，前後四個月，日以繼夜裝設器材設備、錄製節目、建立各項作業制度。[7]
- 4月，為儲備電視廣播歌星，中廣與中視舉辦「明日之星」歌唱比賽，面向民間招募好歌之人。[8]
- 8月10日，中視節目部表示，中視原則不限制已經與中視簽約的基本歌星在其他電視台參加演出，但為了人事管理上的方便，所有的基本歌星都直接與節目部簽約，不另由各節目的製作人與歌星單獨簽約[9]。
- 9月7日，中視公布每日節目表，預定開播後每日播出彩色節目2小時，彩色節目時段完全播映彩色電視影片[10]。
- 10月9日，中視開始試播彩色電視節目，呼號BET-24，頻率186－192兆赫，輸出電功率10千瓦[11]。試播從19時46分開始，先後放映《張大千的畫》、《龍井鄉》、《台灣風光》三部紀錄片，信號覆蓋台北、基隆、宜蘭、新竹。[12]10日，中視進行第二次試播，董事長谷鳳翔在試播致詞中說，雖然廣播電視大廈未能及時落成，但先就中廣發音室改建播映室，於既定日期試播。
- 10月11日，台灣第一部電視連續劇《晶晶》在中視播出。
- 10月24日，台灣第一部彩色卡通片《龜兔賽跑》在中視播出。[13]
- 10月31日，中視正式開播，中華民國副總統嚴家淦主持剪綵儀式，中國國民黨中央委員會財務委員會主任委員俞國華主持按鈕儀式，改變了台視獨霸台灣無線電視業界的局面；從此以後，中視定每年10月31日為台慶。中視開播後播映的第一個節目是《中國電視公司的誕生》，長度為5分鐘，是以影片形式預錄黎世芬向觀眾報告中視從計劃到籌備、從籌備到成立、從試播到開播的歷程。[14]中視開播時的重要人物為：董事長谷鳳翔、總經理黎世芬、節目部經理翁炳榮、新聞部經理張繼高、工程部總工程師王善為。[15]

中視開播當天（1969年10月31日）的節目表：
| 播時間 | 節目名稱       |
| ------ | -------------- |
| 18:30  | 開播致詞       |
| 18:35  | 友邦慶賀節目   |
| 19:00  | 卡通世界       |
| 19:15  | 萬壽無疆       |
| 19:30  | 中視新聞       |
| 20:00  | 慶賀特別節目   |
| 21:15  | 國劇：興唐滅巢 |
中視開播之初，訂定四項經營方針：
1. 奉行國策，宣揚政令，為政府與民眾服務。
2. 配合經濟發展與經濟建設，為工商企業服務。
3. 本「寓教於樂」的原則，為國民康樂與社會教育服務。
4. 提高營業品質，爭取合理利潤，為促進電視發展服務。

- 11月15日，在交通部國際電信局及日本電氣（NEC）支持下，中視新聞與美國NBC新聞合作推出阿波羅十二號登月衛星轉播。
- 12月10日，中視開始在中部地區播放「方格圖」供觀眾調整電視畫面，中南部轉播進入倒計時。

1970年
- 2月16日，中視完成中部、南部轉播站。
- 8月底，中視工程部遷入廣播電視大廈，隨即開始從中廣總部遷裝器材設備進廣播電視大廈。
- 9月26日，亞洲廣播協會（今亞太廣播聯盟）通過中視入會案。[16]
- 10月18日，廣播電視大廈第二攝影棚首先啟用，製作2部連續劇，同時裝設主控設備。[17]

1971年
- 1月中旬，廣播電視大廈第一攝影棚啟用，取代中視向中廣租用的「攝影場D」；此後，中視訂購的三部RCA TK-44A彩色攝影機到齊，中視向中廣租用的錄影機也安裝完成。
- 2月1日，廣播電視大廈開始錄影工作。
- 3月初，由於運輸遲緩，中視外購之部分器材直至此時始陸續全部到齊。
- 3月24日，中視開始在廣播電視大廈製播全部節目。[18]

1974年
- 9月28日，中視完成臺東轉播站。

1975年
- 3月3日，中視完成台澎金馬電視網。

1980年
- 9月25日，老三台共同投資於美國西岸舊金山設立「國際視聽傳播公司」（The International Audio-Visual Communications Inc.），簡稱「IAVC」，為三台節目美洲總代理，首任總經理由中視副總經理林翔熊兼任[19]。

1985年
- 4月12日，中視啟用接受臺灣省政府委託改善臺灣東部收視情況而建置之綠島轉播站。
- 7月，中視啟用轉播站。
- 9月，中視啟用南澳轉播站。

1986年
- 2月，中視啟用裝設在中部發射台與南部發射台的兩部12.5千瓦型電視發射機。[20]
- 10月13日，中視總部機能完全轉移至中國電視大廈。

1987年
- 2月2日，中國電視大廈落成啟用。

1999年
- 2月1日，中視第二大樓落成。[21]

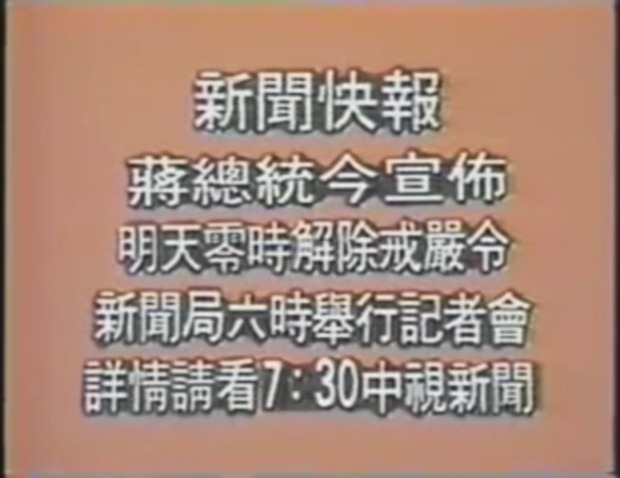
1987年解除戒嚴令字卡

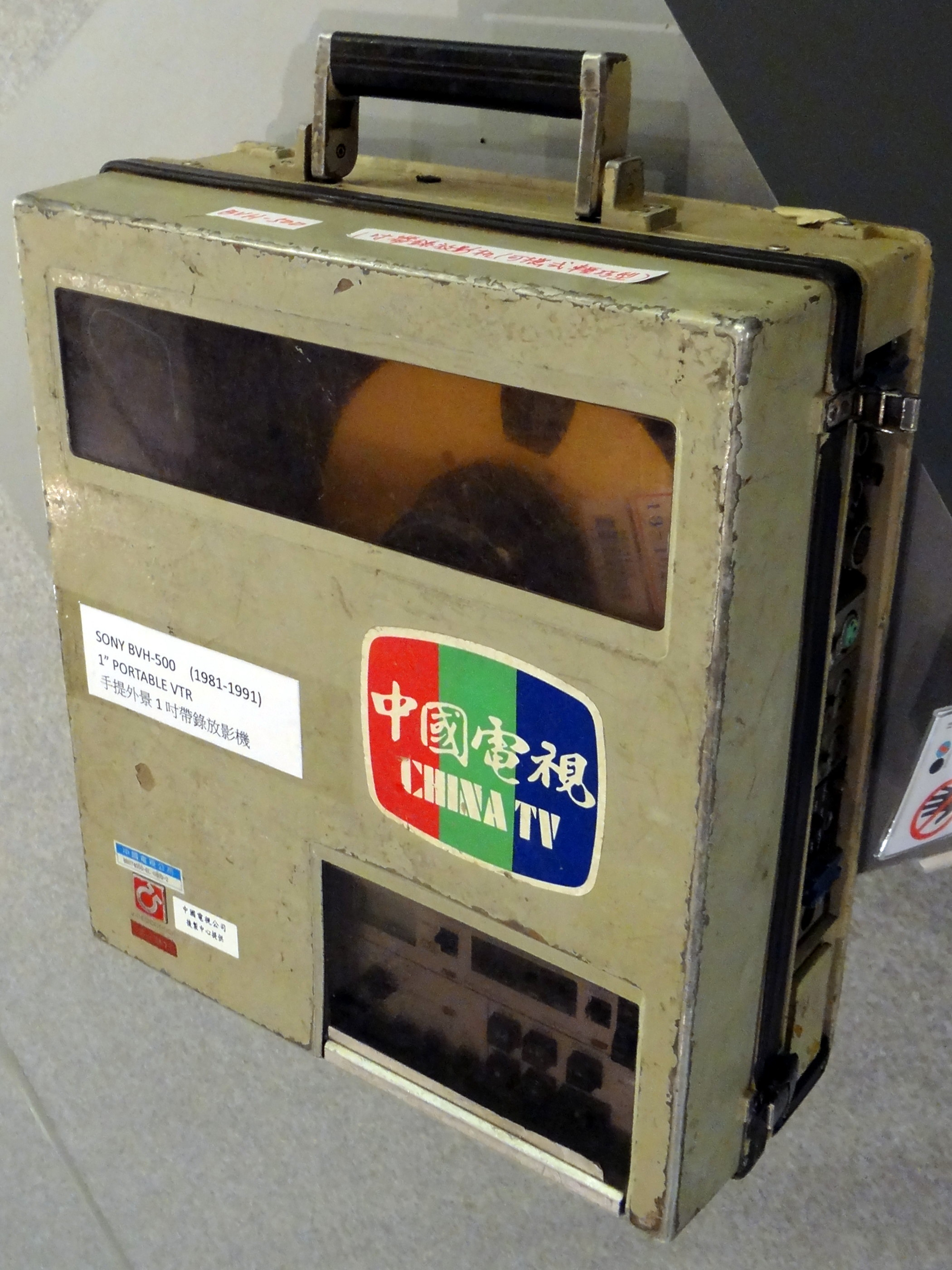
早期BVH-500外景手提放影機

- 9月14日，經法商法立德公證有限公司（Bureau Veritas Quality International）台灣分公司ISO 9002驗證通過，中視取得ISO 9002證書。[22]

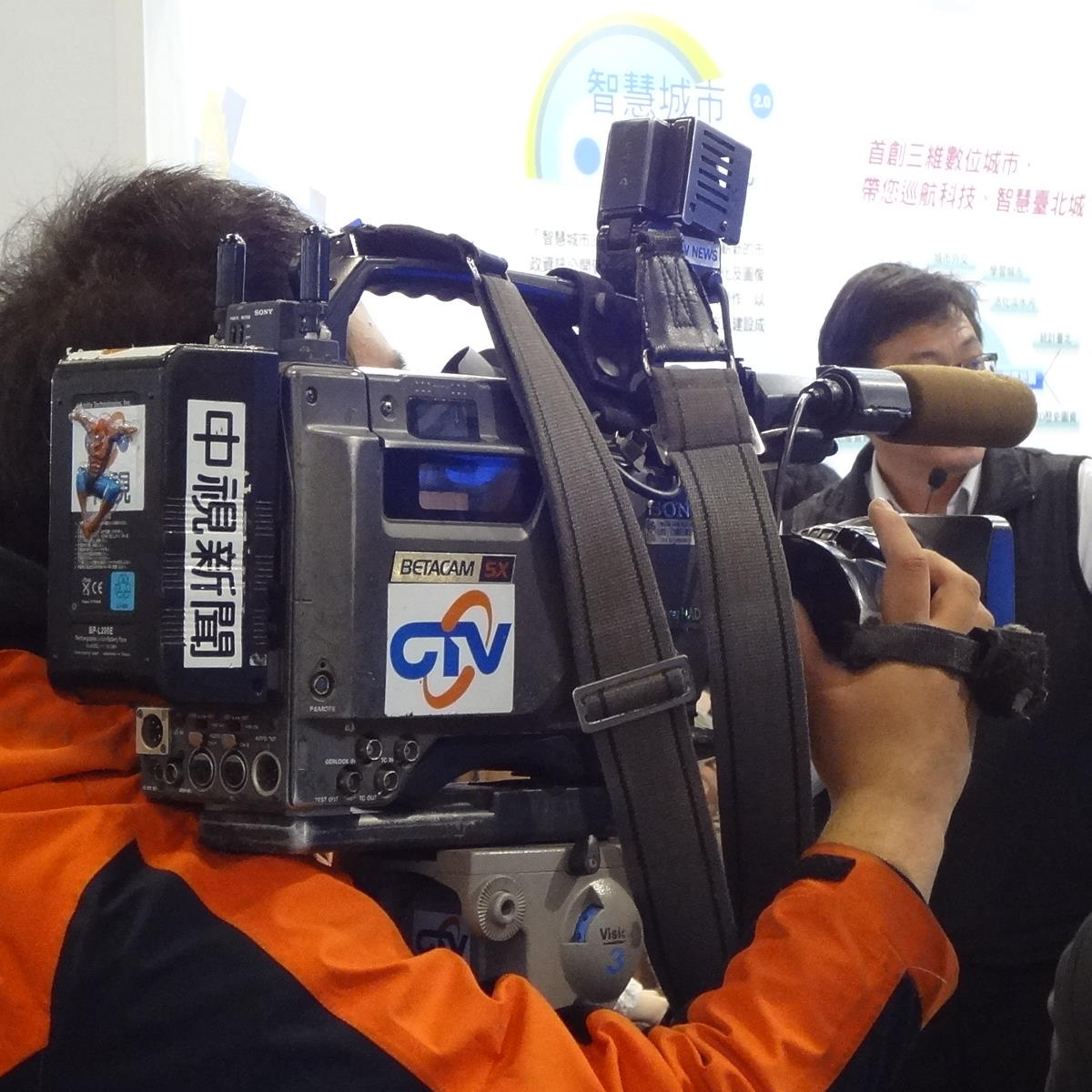
2013年台北資訊月的中視記者

### 歷年紀錄
註：有關中視新聞的歷年紀錄，請參閱「中視新聞」條目；有關中視文化公司的歷年紀錄，請參閱「中視文化公司」條目。
1981年
- 中視工程部開始研究將Apple II應用於播映作業，首先於同年世界女子壘球邀請賽轉播時使用Apple Ⅱ顯示得分紀錄、球員姓名、打擊順序、守備位置、壘位簡圖等畫面，獲得初步成功。[20]

1983年
- 11月6日，中視第一個舞台劇團「中視劇團」宣告成立，洪濤擔任團長，王昌熾擔任執行製作，外聘朱耕擔任舞台監督，中視基本演員皆是當然團員，另邀中視資深退休演員為榮譽團員，中視成為老三台之中首先成立舞台劇團的電視台。中視劇團採取製作人制，團長負責行政業務，製作人負責企劃製作。中視劇團釐訂近程、中程、遠程計畫，預定每半年公演一次，完全採取低票價策略。[23]

1984年
- 5月20日，中視率先啟用「電視中文字幕電腦作業系統」慶祝第七屆正副總統就職及公共電視節目開播，使用的電腦是國產16位元個人電腦，以特製之轉接器將電腦連接電視系統後將字幕加邊加色，每個中文字以24×24像素組成仿宋體，第一個使用中文電腦字幕的節目是第一個公共電視節目《大家來讀三字經》。[24]
- 6月18日，中視工程部研發完成「微波電腦計分表」，首次應用於同日轉播的瓊斯盃籃球賽。
- 12月1日至12月9日，中視首次參加資訊週應用展，展示「電視中文字幕電腦作業系統」等項目。[25]

1987年
- 5月15日，中視七十四年度營利事業所得稅納稅額名列全國營利事業單位所得稅納稅額第27名，獲財政部頒獎表揚。[26]
- 7月1日，由於一年多前海蓉參演中視古裝國語連續劇《金劍鵰翎》時受傷，中視副總經理王世正與南山人壽副總經理清木簽訂演員職業意外險合約，中視成為台灣第一家為演員投保職業意外險的電視台。本次投保的演員合計48人，包括：⑴《靈山神箭》38人；⑵《千山萬水》、《別愛陌生人》、《含羞草》、《中視劇場》及閩南語連續劇等主要演員共有10人。合約規定，若因演戲發生意外，基本演員最高理賠金為新台幣三百萬元，臨時演員最高理賠金為新台幣一百萬元。簽約演員因意外殘廢者理賠金為新台幣三萬零六百至三百萬元，受傷住院者薪資補貼為新台幣六十萬元，喪失能力者補償金為新台幣一百四十四萬元，住院醫療費用最高理賠金為新台幣九萬六千五百元。非簽約演員因公意外死亡者理賠金為新台幣一百萬元，因意外殘廢者理賠金為新台幣二十五萬至一百萬元，因意外門診或住院者最高補償金為新台幣五萬元，每日住院津貼為新台幣一千元。[27]

1988年
- 2月1日至2月25日，中視在每週一至週五12:00～12:30播映台灣第一部閩南語配音電視影集《金粉世家》，中視電影組組長劉靖亞說明閩南語配音的動機：「既然外國人能說國語，那麼也可以讓他們說閩南語，沒有什麼不可以。總是要嘗試創新呀！而且我們找的配音人都是國內頂尖拔萃的好手，我們相信一定行得通。」[28]
- 10月29日，中視舉辦餐會歡送資深演藝人員26人退休，中視總經理鍾湖濱頒發「功在中視」獎牌與金質紀念章給這26人，而這26人是中視開播以來第一批享受退休制度資深演藝人員；這26人中，年滿60歲者有21人，年滿55歲且服務屆滿15年者有5人。[29]

1989年
- 8月，行政院文化建設委員會（現文化部）與廣電基金公共電視節目製播組（公視製播組）為配合1989年9月1日仲淹誕辰一千週年而策劃、中視製作的公共電視節目第一部連續劇《一代名臣范仲淹》在中視第八攝影棚開鏡。[30]
- 10月31日，中視董事長馬樹禮主持中視開播20週年慶祝大會，分別請中華民國陸軍二級上將蔣緯國與台北市長吳伯雄按鈕啟用電視節目自動播映系統（Library Management System，簡稱LMS）與電傳視訊（teletext）試播[31]。此套LMS機型為Sony BZC-1100系列中的BVC-1000，是一套類比式多卡重播系統（Analog Multi-Cassette Replay System），主機（cart）分為Betacam SP錄影機控制架、卡帶控制架及周邊設備；錄影機控制架包括1部聲頻變換器、1部視頻變換器、5部Betacam S錄影機與1部主機控制器，卡帶控制架包括1006個隱藏式貯藏倉S-Size（即30分鐘卡帶）、56個直接存取式貯藏倉S/L-Size（L-Size即90分鐘卡帶）、14個卡帶輸入口、14個卡帶輸出口與1部升降手臂（elevator），周邊設備包括1部NEWS（the network engineering workstation system）電腦、3部中文電腦控制終端機、2部條碼列印機（barcode printer）、1部條碼閱讀機（barcode reader）、1套卡帶系統軟體（multi-cassette system software）、1套主機控制器軟體（cart controller system software）、1部時碼產生器（time code generator）、2部智慧後備控制器（intelligent device controller）與1部聲頻監視器（audio moniter）。[32]
- 11月3日，中視首次與公視製播組合作製播的公共電視節目第一個綜藝節目《第一現場》開播。[33]

1990年
- 6月29日，中視召開七十九年度股東會，通過高育仁為新任董事長、朱宗軻為新任總經理。
- 8月，緯來企業（緯來電視網前身）與日本衛星電視業者One World Television（OWT）簽約，OWT授權緯來企業於日本時間每天22時整至23時30分以衛星播放90分鐘的台灣電視節目；緯來企業取得授權後與中視合作，中視負責提供節目並將這個90分鐘的節目命名為《收衛星看中視》，是台灣第一個主動合法播出的衛星電視節目。[34]
- 9月25日，中視總經理朱宗軻與和信企業團和信傳播總經理葉文立代表中視與緯來企業簽約，中視董事長高育仁、中國國民黨中央委員會文化工作會主任祝基瀅、亞東關係協會會長馬樹禮、OWT社長酒井達夫蒞臨簽約典禮，OWT提供其專門播放亞洲各地電視節目的第七頻道給中視播出《收衛星看中視》。[35]
- 10月31日（中視21週年台慶），《收衛星看中視》開播，播出號稱「足以反應中華民國文化背景、介紹台灣風貌，以及報導社會經濟進步實況」的中視各類節目，節目訊號涵蓋日本、韓國、中國大陸及香港。[36]《收衛星看中視》全部節目均以中日雙語播出，其中的知性節目《台灣風貌》是專為《收衛星看中視》製作的節目。[35]

1991年
- 1月14日，中視啟用其於1990年引進的第二套Sony BVC-1000電視節目自動播映系統，一次可裝入1062卷Betacam SP卡帶，以3台中文電腦終端機透過Sony NWS-841應用電腦（Application Controller）控制5台內建Sony BVW-75 Betacam SP錄影機及3台外接1吋或½吋錄影機。[37]
- 10月21日，中視洽得衛星電視有限公司（Star TV）播出中視節目，每週一至週五播出帶狀30分鐘兒童節目、60分鐘連續劇，每週六播出綜藝節目與文化節目，開老三台風氣之先。[38]

1993年
- 8月14日，前中國國民黨中央委員會考核紀律委員會主任吳俊才接任中視董事長。

1994年
- 5月6日，中國國民黨中央委員會黨營文化事業人事異動，中央日報社長石永貴接任中視總經理。

1996年
- 6月10日，中視召開臨時董事會，推選前文建會主委鄭淑敏和前中央電影公司總經理江奉琪分別出任董事長和總經理，前董事長吳俊才與總經理石永貴卸任；隔日，鄭淑敏與江奉琪正式上任，鄭淑敏成為台灣電視史上第一位女性董事長。
- 10月，中視開始試播電視資訊。
- 10月25日起至1997年6月中旬，中視試辦「週五到週日全天候播出」，配合當時世界潮流，也為隔年即將開播的中視衛星做準備。
- 12月20日，中視總經理江奉琪召開專案會議，通過自1997年1月1日起率先自訂電視節目分級制度，標榜「與美國電視業者同步實施電視節目分級制度」，分級方式類似行政院新聞局《電影片分級處理辦法》的電影分級制度[39]：每天21時30分以後至隔天凌晨6時整播出的節目依內容分為「普通級」、「輔導級」與「限制級」，並在每段廣告結束後60秒內於畫面右下角以各分級標誌標示各節目之級別：普通級標誌是圓形綠底加「普」字，輔導級標誌是方形黃底加「輔」字，限制級標誌是三角形紅底加「限」字；另外，限制級節目播出時間多半安排在每天0時整至6時整。當時華視節目部企劃組組長葛士林稱，之前老三台的代表們已在中華民國電視學會開會時討論電視節目分級的議題，中視此刻推動的自訂分級「根本就是在出風頭」，「以後電視學會再開會，中視代表一定會被糗」；台視節目部則稱，「台視不會跟著中視起舞」。[40]1997年1月1日至1998年12月31日，中視實施該分級制度。1999年1月1日，中視廢止該分級制度，並實行行政院新聞局訂定的《電視節目分級處理辦法》。

1997年
- 1月30日，中視與木喬傳播合資成立中視衛星，中視衛星成立老三台第一個第二頻道「中視二台」。
- 4月4日，中視二台開播，中視成為老三台中唯一成功開闢第二頻道的電視台。
- 10月2日，中視、工業資訊研究院電腦與通訊工業研究所（電通所，2006年1月1日更名為「資訊與通訊研究所」）、台灣駿升公司（Gemstar Taiwan Ltd.）[41]簽約合作電視資訊；1998年7月31日，中視電視資訊開播，為全球第一個播出「節目通」、「生活通」、「字幕通」的電視頻道。[42]

1998年
- 5月11日，中視五個節目——八點檔連續劇《還珠格格》、綜藝節目《紅白勝利》、綜藝節目《全能綜藝通》、綜藝節目《天才Bang!Bang!Bang!》與晚間新聞節目《中視新聞全球報導》——同登收視率第一，達成戲劇、綜藝、新聞「三冠王」。[21]

1999年
- 11月10日，中視董事長鄭淑敏與國立中央大學校長劉兆漢簽訂兩年「跨世紀合作計畫」，是台灣第一個媒體業與學術界「產（產業界）學（學術界）合作」案例，合作方式為人才培訓、專題研究計畫、專業人員交流、共同經營管理實驗設施、推動技術擴散等；在人才培訓方面，中視選定需要研習的科目，國立中央大學或其他學術機構選定各科講師授課，第一期研習課程有數位電視、網路電視、電子商務、遠距教學、虛擬實境、資料庫等。[43]

2000年
- 4月16日至9月2日，中視首播台灣現存第一個高清製作電視節目《大牌上線》，是一個歌唱綜藝節目，共11集。

2008年
- 5月18日，中視與中天電視聯合製播公益特別節目《把愛傳出去》，為四川大地震災民募款，以中華民國紅十字會的募款專戶救濟災民。主持人為張小燕、張菲、吳宗憲、蔡康永與吳小莉。參加的藝人有：中視的星光幫，華研國際音樂、EMI旗下藝人，民視的劇組及主持人，Channel【V】的我愛黑澀會及模范棒棒堂節目成員，知名藝人周杰倫、蔡依林......等。該節目總計募得新台幣2億元以上。

2012年
- 7月21日，為和其他無線電視台以高畫質共同轉播2012倫敦奧運，中視HD台開播，正式進入時代。

### 重大事件
註：有關中視大樂隊的重大事件，請參閱「中視大樂隊」條目；有關中視新聞的重大事件，請參閱「中視新聞」條目。
1983年10月24日，對於中視被指控封殺拍譜唱片歌星一事，中視節目部表示，1982年拍譜唱片歌星歐陽菲菲返回台灣宣傳新歌〈熱情的島嶼〉時，拍譜唱片工作人員曾宣稱中視錄音器材設備不足、中視大樂隊水準不夠、會令歐陽菲菲的歌「成為一場惡夢」，使中視不方便再邀請拍譜唱片歌星上節目，而此後中視有意淡化與拍譜唱片之間的衝突，並非有意封殺拍譜唱片歌星。
1988年10月23日晚上，中視古裝國語連續劇《華山論劍》因誤播未配音的毛片（未經後期製作的錄影節目原始片段），致使畫面出現香港演員陳玉蓮、潘宏彬以粵語和其他臺灣演員以國語對話的情節，並夾雜幕後工作人員發號施令及髒話等聲音；中視把此事件視為嚴重失誤，並於隔日決定各級主管及該劇製作單位應負失職責任並接受嚴厲處分。
1993年11月1日晚上，中視接獲一通匿名男子電話宣稱「中視大樓有炸彈，請撤離」，中視值日人員趙嘉蘭立即通知中視安全衛生室主任郭長榮聯絡臺北市政府警察局南港分局，南港分局警員至中視進行安全搜索，並於21:45撤離正在中視第一攝影棚參觀綜藝節目《歡樂傳真》錄影的現場觀眾，至22:20搜索完畢，未發生爆炸事件，中視公關組組長洪虎調查結果為虛驚一場。
1993年6月17日中午，中視綜藝節目《快樂星期天》在第七攝影棚錄影前排練舞蹈時，負責排舞的R2舞群領導人馬雷蒙與該節目執行製作解王泉發生肢體衝突，解王泉隨即前往台北市立忠孝醫院驗傷，驗傷結果為臉部兩處淤血、嘴脣內部破裂、胸腔一處淤血。同日晚間，解王泉表示，由於馬雷蒙既無悔意也無道歉，他將控告馬雷蒙；馬雷蒙否認動手打人與以腳踢人。中視瞭解此案始末之後，決定禁止馬雷蒙進棚半年。
1994年6月16日，中視北部轉播站發射機故障，節目訊號中斷七小時餘，創下中視開播25年來紀錄。
1999年11月30日，中視董事長鄭淑敏在台灣各大報紙刊登文章〈我的呼籲：正視AC尼爾森對台灣電視亂象的影響〉，引起台灣廣告業與媒體業注意。
2005年10月11日，民主進步黨立法委員蔡啟芳舉行記者會指控，中國國民黨及其當時黨主席馬英九「已與中國暗盤交易」，預定以新台幣120億元將中視賣給香港長江實業董事長李嘉誠，才會急著完成《國家通訊傳播委員會組織法》立法；同日，中國國民黨秘書長張哲琛說，《廣播電視法》明文規定「黨政軍退出媒體」，中國國民黨的立場就是依法行政，中國國民黨從2004年起就不斷尋找買主接手經營中視，卻遭受陳水扁政府以各種手段打壓；張哲琛說，中視資本額只有新台幣30多億元，中視的中國國民黨持股比例只有30%左右，蔡啟芳卻說中視將被以新台幣120億元賣出，證明蔡啟芳毫無財務概念，「不要說是120億，我60億就可以賣給他！」
2007年9月23日，「動漫愛好者的聲音」活動總召集人蕭奕辰召集將近50多名ACGN愛好者，在中視大樓旁的重陽公園集合，高喊「尊重！尊重！尊重！」並遞交陳情書給中視副總經理曠湘霞與中視公關室主任鄭大智，以抗議中視綜藝節目《我猜我猜我猜猜猜》招牌單元〈人不可貌相〉在同年9月1日播出的主題〈Orz！台灣御宅男〉中，主持人吳宗憲與代班主持人楊千霈及部分黑澀會美眉成員的部分言論（詳見「我猜我猜我猜猜猜」條目）。曠湘霞與鄭大智表示，已聽到他們的聲音，會尊重他們的意見，開會討論解決方式；同年9月22日，該節目的開場中，吳宗憲解釋：「網路就是無國界，大家都是好朋友；如果有惡意，我們幹嘛請他們上節目？」同年9月26日，《中視全球資訊網》公佈中視公司回覆「動漫愛好者的聲音」聲明稿，從「態度」與「執行」兩方面回覆「動漫愛好者的聲音」。
2007年10月至12月，中視接獲觀眾查證「中視學生文摘雜誌社」是否與中視有關。觀眾指稱，中視學生文摘雜誌社自稱曾經是中視相關企業之一。依據〈中國電視公司觀眾意見反映處理情形公告：96年10月—12月〉，中視澄清：「『中視學生文摘』非中視之相關企業，已立即向本公司法務室呈報。」
2008年7月第一週，中視資方公布「人事革新方案」預告將於該月下旬取消已沿用40年的「（員工）年資滿15年，可申請退休」方案，年資達15年以上的230位員工受影響，欲優退者必須於兩週內提交申請，但資方對優退案有准駁權。2008年7月7日，「中國電視公司產業工會」（簡稱「中視工會」）向資方要求全面結清年資，未成。2008年7月9日下午，中視工會前往中國國民黨中央委員會陳情，質疑資方「變相逼退」老員工，也希望中國國民黨能轉達中視工會的意見給中華民國總統馬英九。中國國民黨秘書長吳敦義接見了中視工會的幾位代表。中視工會常務理事陳光華批評，馬總統擔任中國國民黨主席期間把中視賣給了無法保障員工工作權的新東家（即中時媒體集團）。
2008年12月18日，中視董事長余建新及總經理鄭家鐘請辭。2008年12月23日，中視常務董事會，推選《中國時報》發行人林聖芬（當時兼任榮麗投資公司代表人）擔任中視董事長，中視執行副總經理饒聖雄（當時兼任中天電視總經理）擔任中視總經理，旺旺集團董事長蔡衍明親自出席，余建新家族退出中視經營權，中視經營權移交旺旺集團。
2009年1月至3月，中視接獲觀眾檢舉，疑似有詐騙集團以中視名義到處要求與各個公司行號合作與匯款，另有一名自稱「中視導播謝文華」的男子宣稱可以把平民捧成明星。依據〈中國電視公司觀眾意見反映處理情形公告：98年1月—3月〉，中視澄清：①中視員工不會私下電訪民眾或要求其提供帳款等私密資料；②「謝文華」並非中視員工；③中視徵才活動皆依循正常管道，以公開為原則。
2009年7月13日，依據〈中國電視公司觀眾意見反映處理情形公告：98年4月—6月〉，針對中華電信MOD用戶無法收看中視全部節目，中視答覆：「MOD因有營利行為，中視便不能私底下將非中視所有的戲劇播放版權發放給MOD，必須請MOD業者向該劇版權所有者購買『網路播映權』，如此方可於MOD平台播出。中視不會要求MOD覆蓋節目等等惡質行為，戲劇的播放版權流程一切依據合約，目前只能請觀眾向MOD業者申訴。造成中視觀眾收看的困擾，我們致上深深的歉意。建議觀眾，可以利用非經MOD的網路傳輸方式來收看中視（節目），例如：購買數位機上盒、或利用傳統方式安裝天線、或向當地第四台業者安裝有線電視。」
2015年3月26日，由於中視虧損高達新台幣2.6億元，將大量裁員、整併新聞部人力，減少財務虧損，由中天新聞提供中視新聞每日新聞。
2015年9月，中視與中天電視共同取得舉辦第50屆金鐘獎主辦權。
2017年9月28日，中視原董事長吳根成向董事會請辭獲准，由中視副董事長邱佳瑜接任，成為中視第2位女性董事長。
2019年10月31日，中視開播成立50周年台慶。
2020年11月6日，中視原董事長邱佳瑜因中天新聞台不予換照事件，遭到中視董事會解職；11月9日，中視召開董事會，新任董事長改由總經理胡雪珠兼任，成為中視第3位女性董事長。
2023年4月19日，邱佳瑜與旺中集團因其被解職事件告上法院，邱女認為旺中集團公司違反《勞基法》，並追討930萬元的薪資與資遣費，但日前官司審理完畢法官裁定判邱佳瑜敗訴，全案上訴二審。

### 財務狀況
中視開播之後的兩個月，虧損新台幣390萬元。1972年，中視虧損新台幣1,549萬元；同年年底，中視該年度總計虧損新台幣2500餘萬元。1970年代上半期，中視瀕臨破產，因此改組，中國國民黨取得中視經營權。1973年7月23日，中視納入該黨黨營文化事業體系，接受該黨中央委員會文化工作會（簡稱「文工會」）督導；中視同時實行「節目外包」政策，財務狀況逐漸好轉；在此之前，中視一直都是民營媒體。1975年，中視全年盈餘新台幣48,338,262元。1976年，中視全年盈餘新台幣98,180,519元。1977年，中視全年盈餘新台幣132,598,239元。1978年，中視的資本額為新台幣一億五千萬元。1980年，中視的盈餘突破新台幣三億元。1983年，中視的資本額為新台幣四億元。
1998年10月13日，在中視副總經理陳車推動下，中視向台灣證券交易所申請股票上市；1998年12月1日，中視董事長鄭淑敏、中視總經理江奉琪、中視副總經理陳車等人前往台灣證券交易所參加股票上市審議會，審議委員會全票通過中視股票上市案；1999年2月22日，中視申請股票上市案獲主管機關核准備查。1999年8月9日，中視股票公開上市，成為台灣第一家股票公開上市的媒體，上市價格為新台幣62元。2009年9月21日，中視減資52.4497%，該日為減資基準日。

### 民營化
中視成為上市公司後，中國國民黨仍掌握多數股權。隨著「黨政軍退出媒體」的進行，2003年2月13日，當時中國國民黨主席連戰要求：包括黨務主管及中央委員以上的黨職人員率先退出廣電媒體，辭去各廣電媒體董、監事職務，以達成該黨完全退出媒體經營的目標。
2005年12月24日，中國國民黨將華夏投資公司掌控的中視股權，連同中國廣播公司及中央電影公司的股權一同售予一個在香港註冊成立的財團，該財團由「榮麗投資公司」（中國時報為最大股東）持有兩成權益。2005年12月26日，中視第十三屆董事會召開第三次臨時常務董事會議，中時媒體集團董事長建新接任中視董事長，周盛淵擔任中視常務董事。換言之，黨政軍已經退出中視經營。
2008年11月，旺旺集團入主中國時報，並於2009年與中時媒體集團整合為「旺旺中時媒體集團」。目前中視為旺旺中時媒體集團旗下兩家電視台之一，另一家為中天電視。

## 歷任董事長及總經理
| 任別   | 姓名                     | 就任日期       | 卸任日期       |
| 董事長 | 董事長                   | 董事長         | 董事長         |
| ------ | ------------------------ | -------------- | -------------- |
| 第1任  | 谷鳳翔                   | 1968年9月3日   | 1978年6月27日  |
| 第2任  | 李煥                     | 1978年6月27日  | 1980年7月2日   |
| 第3任  | 楚崧秋                   | 1980年7月2日   | 1986年8月      |
| 第4任  | 馬樹禮                   | 1986年8月      | 1990年6月30日  |
| 第5任  | 高育仁                   | 1990年7月1日   | 1993年8月14日  |
| 第6任  | 吳俊才                   | 1993年8月14日  | 1996年6月11日  |
| 第7任  | 鄭淑敏                   | 1996年6月11日  | 2004年12月17日 |
| 第8任  | 黃大洲                   | 2004年12月17日 | 2005年12月24日 |
| 第9任  | 余建新                   | 2005年12月24日 | 2008年12月19日 |
| 第10任 | 林聖芬                   | 2008年12月19日 | 2015年2月5日   |
| 第11任 | 吳根成                   | 2015年2月5日   | 2017年9月28日  |
| 第12任 | 邱佳瑜                   | 2017年9月28日  | 2020年11月6日  |
| 第13任 | 胡雪珠（總經理兼任代理） | 2020年11月9日  | 2024年12月25日 |
| 第14任 | 盧秀芳（總經理兼任代理） | 2024年12月26日 | 現任           |
| 總經理 |                          |                |                |
| 第1任  | 黎世芬                   | 1968年9月3日   | 1972年8月30日  |
| 第2任  | 董彭年                   | 1972年9月1日   | 1978年6月27日  |
| 第3任  | 梅長齡                   | 1978年6月27日  | 1983年2月      |
| 第4任  | 鍾湖濱                   | 1983年4月22日  | 1990年6月30日  |
| 第5任  | 朱宗軻                   | 1990年7月1日   | 1994年5月5日   |
| 第6任  | 石永貴                   | 1994年5月5日   | 1996年6月11日  |
| 第7任  | 江奉琪                   | 1996年6月11日  | 2005年12月27日 |
| 第8任  | 周盛淵                   | 2006年1月10日  | 2007年3月2日   |
| 第9任  | 鄭家鐘                   | 2007年3月2日   | 2008年12月19日 |
| 第10任 | 饒聖雄                   | 2008年12月19日 | 2009年7月25日  |
| 第11任 | 吳戈卿                   | 2009年7月25日  | 2010年12月25日 |
| 第12任 | 李泰臨                   | 2010年12月30日 | 2013年9月30日  |
| 第13任 | 郭人杰                   | 2013年9月30日  | 2015年3月26日  |
| 第14任 | 趙善意                   | 2015年3月26日  | 2017年2月24日  |
| 第15任 | 胡雪珠                   | 2017年3月8日   | 2024年12月25日 |
| 第16任 | 盧秀芳                   | 2024年12月26日 | 現任           |

## 其他

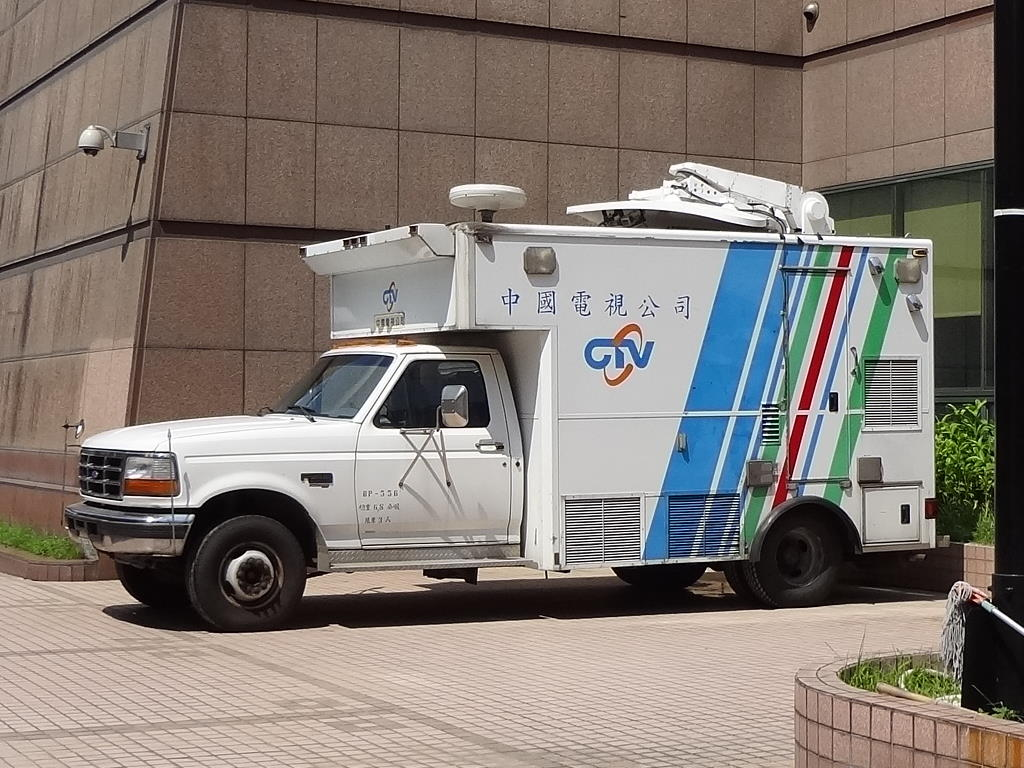
中視的小轉播車，車身後半段的RGB三色線條為1990年代至今的彩繪格式

1990年10月15日，中視電腦字幕系統完全更新為IBM PC386，字體更清晰穩定。
1992年1月1日，台視、中視、華視同步啟用立體聲雙語電視系統。
1997年9月1日，《中視全球資訊網》正式上線，當時網址為「http://www.chinatv.com.tw」。
1997年10月30日14:30，中視在台北凱悅大飯店舉行開播28周年茶會，春華主持，當時總統李登輝按鈕啟用中視第四代商標與「中國電視公司」六字的中圓體標準字；中視頻道同時播映茶會實況現場直播節目《迎向二十一世紀：中視開播二十八周年》。中視第四代商標與中圓體標準字由蕭文平設計，以藍橘二色為主要顏色，象徵笑口常開，也代表「中」字。
中視第四代商標啟用後，中視不再使用電視螢幕形狀的舊商標，也甚少使用「中國電視公司」六字的楷書體標準字，但此六字一直留在中視大樓的外牆上，而中視比較常使用的是其中的「中視」二字。中視第一代商標，是在一個紅色的電視螢幕形狀圖案的正中央加註橫排的“CTV”三個白色大寫英文字母；而「中國電視公司」六字的楷書體標準字，是從中華民國國父暨中國國民黨總理孫中山的楷書字跡之中集字而成，寓意是效法孫先生服務人群的精神。約2002年至2003年，中視新聞的麥克風以紅底白字的麥克風海綿套取代麥克風牌，紅色麥克風海綿套外貼全白色的中視第四代商標與孫中山楷書體「中視」二字。
2001年6月13日，中視與超級電視台（現東森超視）簽約組成策略聯盟；超視總部將在同年7月1日遷至中視大樓四樓，擁有485坪的辦公室，且與中視共享工程硬體設備。
2001年6月22日，中視、太極影音科技（Digimax, Inc.）與錸德科技共同召開記者會宣佈合資成立「騰達國際娛樂股份有限公司」（Pandasia Entertainment Corp.），太極影音科技董事長黃寶雲兼任騰達國際娛樂第一屆董事長。
2000年代中期，中視旗下頻道節目播映字卡逐漸減少使用傳統的靜態圖卡，但仍然在部分節目——尤其是動畫節目與重播的節目——開始播出時使用傳統的靜態圖卡：圖卡中央會標明節目名稱，並搭配真人語音告知觀眾「請觀賞：《......》」（《......》是節目名稱）；但是圖卡的設計方式已經隨著時代潮流而改用電腦設計，而不用傳統的人工設計；而有些重播的節目（尤其是連續劇）所用的圖卡，是在第一次重播時用電腦重新設計過的。
2008年11月15日，中視原先使用之分級標誌，由1999年起使用的面積較大（約為整個螢幕的50分之1）的2D分級標誌更換為新設計之分級標識，標示面積較為縮小（約為整個螢幕的60分之1）。
2009年10月7日下午，中視各頻道標誌統一改版為中視3D浮雕風格商標在左、頻道名稱在右的左起橫排格式，頻道名稱之字體為白底黑邊的粗黑體。2009年10月17日下午，中視各頻道標誌再統一改版為中視2D平版白邊商標在左、頻道名稱在右的左起橫排格式，頻道名稱之字體不變。
2009年12月7日起，中視為配合頻道節目變動政策，特此亦更改節目名稱LOGO的標示方式，其原先是使用與節目名稱與字體相同的LOGO，改成各節目類型代表不同顏色外框（資訊節目為深藍色、綜藝節目為土黃色、戲劇節目及卡通節目為淺紫色、特別節目為紅色）且只有單一字型的節目名稱標識（2010年1月起改為外框縮小，節目名稱字型放大之標幟；若為綜藝節目，節目名稱則使用綜藝體字型標示）。
2009年12月中旬起，中視將各大節目對白字幕字型從白底黑邊的楷書體更改為白底黑邊的粗黑體。
2010年1月起，中視更改各節新聞片頭（《中視新聞全球報導》除外）。
2010年2月24日，中視無線台標誌的頻道名稱字型從粗黑體改為粗圓體，中視2D平版白邊商標加繪朝下的白色陰影。
2010年4月15日，中視旗下頻道進行節目播映字卡（即將播出或廣告中間插播）更新，畫面為四個不同顏色（紅、藍、綠、黃）的彩條為主要之要角，節目即將播出時均使用綠色彩條標示，但廣告中插播之動畫會代表不同的顏色（綜藝：黃色、戲劇：紅色、資訊相關節目：藍色），且襯底配樂亦會依照不同節目屬性做以搭配（約為3~4個不同的襯底音樂）。
2011年2月1日起，中視將節目名稱LOGO的標示方式改回與節目名稱字體相同的LOGO標示。
2011年4月16日，中視再次進行節目播映字卡（即將播出或廣告中間插播）更新，畫面呈現較富未來感，且襯底配樂均使用同一音樂播送（之前該襯底音樂僅使用於綜藝節目等氣氛較為歡樂的節目）。
2014年4月9日下午起，中視各頻道（中視HD台除外）標誌進行細幅度改版，中視新聞台與中視綜藝台的LOGO改成橫式一行文字之編排，並於同一時間內進行兩項更新，其一為整點報時字體改為較小的土黃色字體，另一則為各頻道之節目分級燈號標誌改為與中視HD台相同之設計。
2014年5月，中視於部分節目（《月亮上的幸福》等）的廣告中恢復使用孫中山楷書體「中視」二字。
2015年9月1日中午起，中視主頻進行改版，右上標誌改為半透明（廣告時間時為「彩色」），時鐘改為顯示在標誌下方，並改為24小時顯示。
2016年2月15日起，「中視綜合台」（CTV）升級為HD畫質播出；原中視綜藝台改名為「中視經典台」（CTV Classic）；原中視HD台改名為「中視菁采台」（CTV Bravo）。
2017年7月31日起，「中視新聞台」（CTV News）於無線電視升級為高畫質播出。
2020年8月3日起，「中視經典台」（CTV Classic）、「中視菁采台」（CTV Bravo）於無線電視升級高畫質播出。

## 訊號發射頻道及頻率表

### 全區數位電視訊號
| 發射台或轉播站（臺灣本島九大發射主站台）                     | 呼號 | 頻段 | 頻道     | 頻率        |
| ------------------------------------------------------------ | ---- | ---- | -------- | ----------- |
| 臺北市北投區竹子山北部發射台                                 | -    | UHF  | 第24頻道 | 530-536 MHz |
| 桃園市龍潭區店子湖轉播站（附掛於華視店子湖轉播站中）         | -    | UHF  | 第24頻道 | 530-536 MHz |
| 新竹市東區青草湖微波中繼站（附掛於中華電信青草湖微波機房中） | -    |      |          |             |
| 苗栗縣三義火炎山轉播站（附掛於台視火炎山轉播站中）           | -    | UHF  | 第24頻道 | 530-536 MHz |
| 南投縣南投市中部發射台                                       | -    | UHF  | 第24頻道 | 530-536 MHz |
| 嘉義縣梅山鄉大坪微波中繼站（附掛於中華電信大坪微波機房中）   | -    |      |          |             |
| 臺南市白河區枕頭山轉播站（附掛於台視枕頭山轉播站中）         | -    | UHF  | 第24頻道 | 530-536 MHz |
| 高雄市旗山區中寮山南部發射台                                 | -    | UHF  | 第24頻道 | 530-536 MHz |
| 宜蘭縣蘇澳鎮七星嶺宜蘭發射台                                 | -    | UHF  | 第24頻道 | 530-536 MHz |
| 花蓮縣壽豐鄉鯉魚山花蓮發射台（附掛於台視花蓮轉播站中）       | -    | UHF  | 第24頻道 | 530-536 MHz |
| 臺東縣太麻里鄉西川山臺東發射台                               | -    | UHF  | 第24頻道 | 530-536 MHz |

- 粗體為中視派員管理之發射台，其他非粗體為附掛於友台發射訊號。

（僅供參考，請以實際接收時之數據為準。）

## 中視頻道簡介
- 中視綜合台：中視的主頻道兼綜合台，2016年2月15日於無線電視升級為高畫質播出。
- 中視新聞台：2004年6月21日試播，2004年7月1日開播，2017年7月31日於無線電視升級為高畫質播出。
- 中視經典台：2004年6月1日開播，原名為「中視生活台」及「中視綜藝台」，2016年2月15日改為現名，2020年8月3日於無線電視升級高畫質播出。
- 中視菁采台：前身名稱為「中視HD台」，2012年7月21日起試播2012倫敦奧運相關前導節目，7月28日奧運開幕式起，正式開播。2016年2月15日改為現名。2020年8月3日於無線電視升級高畫質播出。
- MY LIFE 健康生活頻道：2002年10月21日，中視文化公司設立了台灣第一個數位電視頻道「MY LIFE 健康生活頻道」[74]，標榜「全台唯一」醫療通路專屬媒體，透過虛擬私人網路（VPN）傳送節目訊號給全台灣各家簽約醫院。[75]該頻道專用的電視機共計354部，架設在各醫院的候診室、領藥區，定頻播出，觀眾無法選台。該頻道的節目內容除了中視主頻或中視新聞台各節新聞與重播2000年代至今一些在主頻道播出的中視節目（如《綜藝大哥大》等）之外，還穿插了橫幅廣告（每整點循環播放，出現在螢幕下半部）、醫療保健資訊、衛生教育短片、公益廣告等。

## 中視媒體集團
中視媒體集團（China TV Media Group）是以中國電視公司為首，與下列公司及基金會合組而成的企業集團。1999年5月28日，中視第十一屆董事會第十三次會議通過修訂中視組織規程，設立中視媒體集團「總管理處」。。旺旺中時媒體集團成立後，中視媒體集團不撤自消。

### 仍然存在者
中視文化事業股份有限公司
財團法人中視慈善愛心基金會

### 已結業者
中視衛星傳播股份有限公司
雙中傳播股份有限公司
中文簡稱“雙中傳播公司”，成立於1999年5月27日，是中視、中國時報、時報周刊與木喬傳播合資成立的公司，第一屆董事長為吳林林，第一屆總經理為潘以平。主要目的在培訓影視方面的人才，設有編劇、攝錄影剪輯、歌唱、電視專業化妝等課程，讓有意進入演藝圈者學習專業技能。該公司已經在2001年完成清算及解散。
大中國際多媒體股份有限公司
英文全稱“CTV Broadband Interactive Inc.”，1999年12月由中視、《大陸尋奇》製作單位長樂文化公司與《非常男女》製作單位百是傳播共同成立，中視持股67%。成立宗旨在吸收資深優秀企劃製作團隊，提供中視優質穩定節目來源；另結合傳統媒體與網路媒體，策劃製作新一代媒體互動內容；「中視英語易學通」（e-Learn）語言學習機與「易收訊」無線數位電視機上盒（高昕科技製造）即為其產品。成立後接手製作《大陸尋奇》，為《大陸尋奇》影音製品發行商之一，曾經設置官方網站「www.china919.com」。2008年解散併回中視，中視節目部接手製作《大陸尋奇》。
中視資訊科技股份有限公司
1998年12月31日成立，中文簡稱“中視資訊科技”或“中視科技”（CTV Info. & Tech.），第一屆董事長為莫迺滇，第一屆總經理為彭年。2000年6月時，中視持股99.9%，當時接受慈濟大愛電視台委託代為管理節目製作、維護工程設備等。業務概況如下：
1. 電視節目製作與播出（含攝影棚出租）。
2. 訓練電視技術人才。
3. 輔導建立電視台及後製租賃業務。
4. 利用電視台的獨有特性，開發多媒體功能。
5. 與其他電腦及衛星公司合作，引進並發展最新的媒體科技。

2006年起，該公司為中華電信MOD的「優新聞」（U NEWS）頻道與「優娛樂」（U&YOU）頻道的節目承包商；上述兩個頻道於2006年12月22日停播之後，該公司同時推出「IN TV」頻道與「IN NEWS」頻道以取代上述兩個頻道。「IN TV」與「IN NEWS」已經在2008年1月1日停播。
該公司於2020年6月完成清算解散。
中視公關顧問股份有限公司
1999年6月9日成立，中文簡稱“中視公關顧問”，英文簡稱“CTVPR”（CTV Public Relations Consulting Co.），第一屆總經理為張佑民。業務簡介：
1. 規劃與執行各種商業或公益事務的造勢活動。
2. 製作廣播電視節目、宣導短片及各類簡報。
3. 企劃與製作各種平面及電子文宣，作有效的商品促銷或形象包裝。
4. 製播各種大、中、小型晚會或頒獎活動，配合所有前置及後續活動。
5. 動員在演藝圈長久累積的影響力，主持或參與各類宣傳造勢。
6. 運用強大媒體人脈，安排上電視、廣播及平面媒體專訪。

中視投資股份有限公司
中視於1999年9月設立的投資公司，主要業務為國內外之長短期投資，短期投資以獲利為主，長期投資以發展策略為目標。2000年6月時，中視持股99.9%。2008年6月時，中視持股99.99%。

## 副業

### 發行叢書
- 中視叢書：原名“中國電視周刊叢書”（簡稱“中視周刊叢書”）。內容最初是以與中視節目相關者為主，後來逐漸多元化。現已停止發行。

### 銷售中視節目影音製品
- 原本是透過中視文化公司門市部（前身為中國電視公司文化服務中心）對外銷售，中視文化公司裁撤門市部之後則改為電話、網站、郵政劃撥、唱片行等四種銷售管道。

## 中視大樂隊
中視大樂隊是1970年4月至1999年間的中視專屬樂隊，也是台灣第三個電視樂隊，一直都是由林家慶先生擔任指揮兼團長。林家慶在中視待了32年，已在1999年退休。由於支出過多的人事成本，以及節目型態改變，中視大樂隊隨之解散。
中視播出的許多日本動畫，直接延用日本原版主題曲，而由林家慶填上中文歌詞，例如《科學小飛俠》、《海王子》、《小英雄》、《海底兩萬哩》等。台灣最後一部套用此模式的卡通作品亦為中視所播出的《魔神英雄傳》。

## 姊妹台
- 中国大陆：青島市廣播電視台
- 香港：香港電視娛樂ViuTV
- 美国：哥倫比亞廣播公司（CBS）、阿茲特克電視美國台（Azteca América）
- 日本：日本電視台（NTV）、朝日電視台（EX）
- ：JTBC中央東洋廣播公司(前身為東洋廣播公司(舊公司)，簡稱TBC；現已併入韓國放送公社與文化廣播；2011年12月1日，成立新公司中央東洋廣播公司開播至今）
- 泰國：第3電視台（Thai TV Color Channel 3）
- 薩爾瓦多：薩爾瓦多第12頻道（Canal 12 de El Salvador）
- ：史瓦濟蘭電視廣播公司（Swaziland Television Broadcasting Corporation）
- 墨西哥：阿茲台克電視台（TV Azteca）

1984年，已與中視簽訂姊妹台合約的電視台有：
- 美国：KSL電視（KSL-TV）、WTVJ（英语：WTVJ）、 關島教育電視台（KGTF，現為PBS關島分台）。
- 中南美洲： 玻利維亞第7頻道、 哥斯大黎加第6頻道、 多明尼加第4頻道、 薩爾瓦多第8頻道、 瓜地馬拉第3頻道、 尼加拉瓜第6頻道、 巴拿馬第4頻道、 巴拉圭第9頻道、 烏拉圭第5頻道。

### 引用
1. ↑  .   [2009-11-03]. （原始内容存档于2020-05-06）.
2. ↑  台視新聞，〈第二家商業電視台"中國電視公司"召開發起人會議〉 （页面存档备份，存于），1968年9月3日。
3. ↑  中央通訊社，〈中國電視公司舉行成立大會〉，1968年9月3日 （页面存档备份，存于）
4. 1 2  本報訊，〈中視公司新廈 二月施工興建〉，《中央日報》1969年1月29日6版。
5. ↑  夏綠，〈中視工程設備 寫下東南亞地區新紀錄〉，《掃描線周刊》第199期（中視文化公司1989年10月27日出版）第15頁。
6. ↑  . 國家文化記憶庫 2.0.   [2024-06-14]. （原始内容存档于2024-12-05）.
7. ↑  黨營文化事業專輯編纂委員會 編纂，《黨營文化事業專輯之五：中國廣播公司》，中國國民黨中央委員會文化工作會1972年10月初版，第307頁。
8. ↑  . 聯合報. 1969-04-14.
9. ↑  〈大批紅歌星 與中視簽約〉，《經濟日報》1969年8月11日第9版。
10. ↑  本報訊，〈中視積極籌備開播 昨日公佈節目內容〉，《中央日報》1969年9月8日6版。
11. ↑  中華民國電視學會電視年鑑暨電視叢書編纂委員會 編纂，《中華民國電視年鑑第一輯：民國五十年至六十四年》，中華民國電視學會1976年5月30日出版，第228頁。
12. ↑  . 聯合報. 1969-10-10.
13. ↑  . 聯合報. 1969-10-11.
14. ↑  〈中視明天正式開播 獻映祝壽特別節目〉，《經濟日報》1969年10月30日8版。
15. ↑  吳麗婉，〈中視的今天與明天——訪中視總經理黎世芬〉，《中國電視週刊》第1期（1969年10月24日出版）第8至10頁。
16. ↑  中華民國電視學會電視年鑑暨電視叢書編纂委員會 編纂，《中華民國電視年鑑第一輯：民國五十年至六十四年》，中華民國電視學會1976年5月30日出版，第229頁。
17. ↑  黨營文化事業專輯編纂委員會 編纂，《黨營文化事業專輯之五：中國廣播公司》，中國國民黨中央委員會文化工作會1972年10月初版，第313至314頁。
18. ↑  黨營文化事業專輯編纂委員會 編纂，《黨營文化事業專輯之五：中國廣播公司》，中國國民黨中央委員會文化工作會1972年10月初版，第314頁。
19. ↑  李緘三（中央通訊社記者）. . 民生報. 1980-09-27: 9.
20. 1 2  廣播電視年鑑編纂委員會，《中華民國廣播電視年鑑：中華民國六十八年至七十八年》，中華民國廣播電視事業協會發行，《廣播與電視》雜誌社1990年5月20日出版，第78頁。
21. 1 2 3 4 5 6 7  中華民國電視學會無線電視年鑑編纂委員 編纂，《中華民國無線電視年鑑第十一輯：民國八十七年至八十八年》，中華民國電視學會2000年6月30日出版，第170頁。
22. 1 2 3  中華民國電視學會無線電視年鑑編纂委員 編纂，《中華民國無線電視年鑑第十一輯：民國八十七年至八十八年》，中華民國電視學會2000年6月30日出版，第171頁。
23. ↑  筱竹，〈中視劇團 擁有一流的幕前、幕後人才〉，《掃描線周刊》第202期（中視文化公司1989年11月17日出版）第14頁。
24. ↑  中華民國電視學會電視年鑑編纂委員會 編纂，《中華民國電視年鑑第四輯：民國七十三年至七十四年》，中華民國電視學會1986年6月30日出版，第132頁。
25. ↑  廣播電視年鑑編纂委員會，《中華民國廣播電視年鑑：中華民國六十八年至七十八年》，中華民國廣播電視事業協會發行，《廣播與電視》雜誌社1990年5月20日出版，第78至79頁。
26. ↑  中華民國電視學會電視年鑑編纂委員會 編纂，《中華民國無線電視年鑑第六輯：民國七十七年至七十八年》，中華民國電視學會1990年6月30日出版，第177頁。
27. ↑  林西，〈演藝人員有福了！ 中視跨出歷史性的一步 為旗下藝人投保職業意外險〉，《掃描線周刊》第81期（中視文化公司1987年7月10日出版）第6頁。
28. ↑  貝比，〈閩南語配音反應不一 「金粉世家」褒多於貶〉，《掃描線周刊》第112期（中視文化公司1988年2月26日出版）第26頁。
29. ↑  中華民國電視學會電視年鑑編纂委員會 編纂，《中華民國無線電視年鑑第六輯：民國七十七年至七十八年》，中華民國電視學會1990年6月30日出版，第213頁。
30. ↑  周綠娟，〈「一代名臣－范仲淹」陣容龐大〉，《掃描線周刊》第190期（中視文化公司1989年8月25日出版）第28至29頁。
31. ↑  中華民國電視學會電視年鑑編纂委員會 編纂，《中華民國無線電視年鑑第六輯：民國七十七年至七十八年》，中華民國電視學會1990年6月30日出版，第216頁。
32. ↑  彭年，〈簡介電視節目自動播映系統〉，《新聞信》第18期（廣電基金1989年10月出版）第4頁。
33. ↑  中華民國電視學會電視年鑑編纂委員會 編纂，《中華民國電視年鑑第六輯：民國七十七年至七十八年》，中華民國電視學會1990年6月30日出版，第73至74頁。
34. ↑  玉蘭，〈「收衛星看中視」提供海外華僑更多樣化的節目選擇〉，《掃描線周刊》第248期（中視文化公司1990年10月5日出版）第8頁。
35. 1 2  玉蘭，〈「收衛星看中視」提供海外華僑更多樣化的節目選擇〉，《掃描線周刊》第248期（中視文化公司1990年10月5日出版）第9頁。
36. ↑  中華民國電視學會電視年鑑編纂委員 編纂，《中華民國電視年鑑第七輯：民國七十九年至八十年》，中華民國電視學會1992年6月30日出版，第14頁。
37. ↑  中華民國電視學會電視年鑑編纂委員 編纂，《中華民國電視年鑑第七輯：民國七十九年至八十年》，中華民國電視學會1992年6月30日出版，第149頁。
38. 1 2  中華民國電視學會電視年鑑編纂委員 編纂，《中華民國電視年鑑第七輯：民國七十九年至八十年》，中華民國電視學會1992年6月30日出版，第211頁。
39. ↑  中華民國電視學會電視年鑑編纂委員 編纂，《中華民國無線電視年鑑第十輯：民國八十五年至八十六年》，中華民國電視學會1998年6月30日出版，第15頁。
40. ↑  綜合報導，〈電視節目分級 中視設關卡〉，《中央日報》1996年12月21日24版。
41. ↑  .   [2011-05-13]. （原始内容存档于2014-01-06）.
42. ↑  中華民國無線電視年鑑編纂委員 編纂，《中華民國無線電視年鑑第十一輯：民國八十七年至八十八年》，中華民國電視學會2000年6月30日出版，第119與170頁。
43. ↑  中華民國電視學會無線電視年鑑編纂委員 編纂，《中華民國無線電視年鑑第十一輯：民國八十七年至八十八年》，中華民國電視學會2000年6月30日出版，第140與171頁。
44. ↑  本報訊，〈封殺「拍譜」歌星 中視有所解釋〉，《民生報》1983年10月25日第11版。
45. ↑  本報訊，〈有“詐”彈？ 中視虛驚一場〉，《民生報》1993年11月2日第10版。
46. ↑  王祖壽 報導，〈“快樂星期天” 馬雷蒙推人致傷〉，《民生報》1993年6月18日第12版。
47. ↑  廣播電視年鑑編纂委員會，《中華民國廣播電視年鑑：79～84》，中華民國廣播電視事業協會發行，《廣播與電視》雜誌社1996年5月20日出版，第217頁。
48. ↑  范凌嘉 台北報導，〈中視120億賣給李嘉誠？〉，《聯合報》2005年10月12日A4版。
49. ↑  蔡妤閒、張瑞振 台北—江蘇南通報導，〈吳宗憲調侃輕小說惹禍 動漫迷圍中視 （页面存档备份，存于）〉，《蘋果日報 (台灣)》，2007年9月24日
50. ↑  中視公司回覆「動漫愛好者的聲音」聲明稿全文 （页面存档备份，存于）（圖片失效）
51. ↑  中國電視公司觀眾意見反映處理情形公告：96年10月—12月全文[]
52. ↑  〈中視傳將裁員減薪　取消15年優退制度〉[]，《NOWnews》，2008年7月4日
53. ↑  陳嘉恩、張勵德 台北報導，（页面存档备份，存于） （页面存档备份，存于） （页面存档备份，存于） （页面存档备份，存于） （页面存档备份，存于） 中時集團縮編 中視取消優退 （页面存档备份，存于），《蘋果日報 (台灣)》，2008年7月8日
54. ↑  陳思穎 台北報導，〈媒體寒冬／馬上準備失業？　中視工會陳情　吳敦義接見〉 （页面存档备份，存于），《NOWnews》，2008年7月9日
55. ↑  郭鴻慧 台北報導，中視董事會推選林聖芬為新任董事長、饒聖雄為總經理，時報資訊即時新聞，2008年12月23日
56. ↑  陳建彰 台北報導，（页面存档备份，存于） （页面存档备份，存于） （页面存档备份，存于） （页面存档备份，存于） （页面存档备份，存于） 林聖芬接掌中視 中時余家退出 （页面存档备份，存于），《蘋果日報 (台灣)》，2008年12月24日B7版
57. ↑  中國電視公司觀眾意見反映處理情形公告：98年1月—3月全文[]
58. ↑  中國電視公司觀眾意見反映處理情形公告：98年4月—6月全文[]
59. ↑  中視虧損2.6億 新聞部將裁員、整併，《聯合報》，2015年3月26日 （页面存档备份，存于）
60. ↑  中視董事長改由邱佳瑜擔任 （页面存档备份，存于）， 2017/09/28 15:16  MoneyDJ理財網
61. ↑  拔掉挺韓首腦 資深主播當上中視董事長 （页面存档备份，存于）自由時報電子報 2020/11/09 20:11〔記者鍾智凱／台北報導〕
62. ↑  記者王吟芳. . 菱傳媒RWNEWS. 2023-04-19  [2023-04-19]. （原始内容存档于2023-04-23）.
63. ↑  中華民國電視學會電視年鑑暨電視叢書編纂委員會 編纂，《中華民國電視年鑑第一輯：民國五十年至六十四年》，中華民國電視學會1976年5月30日出版，第232頁。
64. ↑  中華民國電視學會無線電視年鑑編纂委員 編纂，《中華民國無線電視年鑑第十六輯：民國九十七年至九十八年》，中華民國電視學會2010年6月30日出版，第13頁。
65. ↑  中華民國電視學會無線電視年鑑編纂委員 編纂，《中華民國無線電視年鑑第十四輯：民國九十三年至九十四年》，中華民國電視學會2006年6月30日出版，第156頁。
66. ↑  中華民國電視學會電視年鑑編纂委員 編纂，《中華民國無線電視年鑑第十輯：民國八十五年至八十六年》，中華民國電視學會1998年6月30日出版，第269頁。
67. ↑  古金堂 拍攝，〈中視二十八年慶茶會〉[]，行政院新聞局，1997年10月30日
68. 1 2  林育名. . 《大成影劇報》. 1997-10-31: 3.
69. ↑  謝鈺鈺. . 《中央日報》. 1997-10-31: 24.
70. ↑  中視十週年台慶年鑑《中視十年：中華民國五十八年至六十八年》就是使用孫中山楷書字跡集成「中視十年」四字，其發刊詞標舉了這項寓意。
71. ↑  江聰明 台北報導，〈中視衛視決更名為勁道數位電視〉，《聯合報》2001年6月14日第28版。
72. ↑  吳素柔 攝，〈騰達國際娛樂成立記者會〉[]，中央通訊社，2001年6月22日
73. ↑  〈騰達娛樂成立 集資十二億拍片〉，聯合報，2001年6月23日
74. ↑  .   [2008-02-13]. （原始内容存档于2008-02-16）.
75. ↑  中華民國電視學會無線電視年鑑編纂委員 編纂，《中華民國無線電視年鑑第十三輯：民國九十一年至九十二年》，中華民國電視學會2004年7月30日出版，第148頁。
76. ↑  陳珮雯. . iThome. 2000-01-26  [2023-02-17]. （原始内容存档于2023-02-17） （中文（臺灣））. 中視董事長鄭淑敏指出，中視一直關心新媒體的發展：在節目數位化的部份，於99年12月即斥資1億元，與《大陸尋奇》、《非常男女》兩個節目的製作公司成立大中國際多媒體公司，中視持股67％。
77. ↑  .   [2011-06-14]. （原始内容存档于2011-04-26）.
78. ↑  中華民國電視學會無線電視年鑑編纂委員 編纂，《中華民國無線電視年鑑第十三輯：民國九十一年至九十二年》，中華民國電視學會2004年7月30日出版，第140頁。
79. 1 2  中華民國電視學會無線電視年鑑編纂委員 編纂，《中華民國無線電視年鑑第十一輯：民國八十七年至八十八年》，中華民國電視學會2000年6月30日出版，第158頁。
80. ↑  中華民國電視學會無線電視年鑑編纂委員 編纂，《中華民國無線電視年鑑第十五輯：民國九十五年至九十六年》，中華民國電視學會2008年6月30日出版，第153頁。
81. ↑  〈科學小飛俠有爵士版　原作者林家慶新編　10月演奏會演出〉 （页面存档备份，存于），《NOWnews》，2008年7月31日
82. ↑  中華民國電視學會電視年鑑編纂委員會 編纂，《中華民國電視年鑑第四輯：民國七十三年至七十四年》，中華民國電視學會1986年6月30日出版，第161頁。

## 外部連結
- 中視舊網頁

（页面存档备份，存于）
- 中視全球資訊網
- 中視愛心基金會
- 中國電視公司的Facebook專頁
- YouTube上的中視 CTV官方頻道頻道
- YouTube上的中視新聞頻道
- YouTube上的中視新聞直播頻道
- YouTube上的中視經典綜藝頻道
- YouTube上的中視經典戲劇頻道
- YouTube上的中視戲劇花系列頻道
- 中視懷舊經典的Twitch频道